# Itapoá
Itapoá é um município brasileiro, situado no estado de Santa Catarina. Localizado na região Nordeste do estado de Santa Catarina e região Sul do Brasil.

## História
Os primeiros habitantes das terras, hoje pertencentes ao município de Itapoá, foram os índios Carijós. As mesmas terras pertenciam ao município de São Francisco do Sul desde 1504, quando chegaram os primeiros colonizadores europeus, até 1966, ano da emancipação de Garuva e elevação de Itapoá, para a categoria de Distrito de Garuva.
Enquanto ainda era São Francisco do Sul as terras abrigaram os franceses integrantes da Colônia Industrial, conhecida na região como Colônia do Saí. O Falanstério do Saí, organizado por Benoît Jules Mure, em área territorial atualmente pertencente aos municípios de Itapoá, Garuva e São Francisco do Sul, fundado em 1842, tinha suas bases nas doutrinas socialistas de François Marie Charles Fourier, o precursor do socialismo moderno.
A experiência socialista fracassou, mas as terras férteis e as belezas naturais da Península do Saí, continuaram a atrair os europeus e alguns descendentes das famílias falansterianas, que vieram em busca do sonho socialista, aqui permaneceram e contribuíram para povoar as terras continentais da então, São Francisco do Sul. Os primeiros brancos chegaram às terras de São Francisco do Sul por mar. Os franceses deslocavam-se pela estrada Mangin, que partindo da casa de Picot, levava, através de dezessete pontes ou pontilhões e depois, em terreno acidentado, à planície do Saí-mirim, local em que instalaram o falanstério.

### Picadas foram transformadas em estradas
O acesso por terra para Itapoá era feito por picadas e picadões. Somente em 1957, a empresa SIAP – Sociedade Imobiliária e Pastoril Ltda, deu início a construção da estrada da Serrinha, também denominada Sol Nascente. A estrada, com uma extensão de 27,7 km ligava Itapoá a Garuva. Em 30 de novembro de 1990, a estrada passou à responsabilidade do 1º DER – Distrito Estadual Rodoviário e recebeu a denominação de SC-415.
Na década de 1950, Itapoá ainda pertencia ao Município de São Francisco do Sul e eram três as aglomerações populacionais: Colônia da Barra do Saí (ao norte da localidade); Colônia de Itapema (ao centro); Colônia do Pontal (confrontando com São Francisco do Sul).
A ligação por terra e o crescimento dos núcleos populacionais, bem como as dificuldades por parte da administração de São Francisco em atender às necessidades da comunidade, resultou na formação de um movimento popular pela emancipação de Garuva e Itapoá.
Em 1962], Itapoá é elevada a categoria de distrito do novo município de Garuva. Em 1963, tem início o projeto de construção de um segundo acesso a Itapoá. As primeiras picadas, foram abertas em 1965. Graças à mobilização dos moradores. A obra teve início em abril de 1969 e foi concluída no dia 17 de novembro de 1970. O nome, "Estrada Cornelsen" é uma homenagem ao maior doador de terras para abertura da estrada, João Cornelsen. Com uma extensão de 9,8 km a estrada também é conhecida como "Estrada do Sol".
Mas o grande sonho era asfaltar o acesso e para isso foi criada, pela Lei 20/97 de 25 de março de 1997, uma taxa de pavimentação e fundo pró asfalto. Posteriormente a lei foi revogada e o dinheiro dos munícipes devolvido em forma de descontos no IPTU.

### As pontes para a emancipação
Nessa estrada foram construídas duas pontes. Uma sobre o rio Saí-Guaçu, divisa com o estado do Paraná, construída pelo governo do Paraná; e a segunda, sobre o rio Saí Mirim, pelo governo de Santa Catarina.
Inicia-se, a partir daí, uma nova fase político administrativa, marcada pela emancipação. O pedido foi protocolado na Assembleia Legislativa de Santa Catarina no dia 14 de maio de 1984. A comissão inicialmente liderada por Ademar Ribas do Valle era composta também por Hélio Valmor Corrêa, Ivo Alcides Cezarotto, Valdevino da Silva, Wilson Pires Godoy, Paulo Neres do Rosário, Nilton José Speck, Domingos dos Santos, João Emilio Speck, João José da Cunha, José João da Silva, José Alves de Souza e José Venâncio do Rosário, liderou o movimento que, após dois plebiscitos, realizados em outubro de 1987 e em 4 de setembro de 1988, resultou na emancipação de Itapoá, pela Lei Estadual Nº 7.586, de 26 de abril de 1989.

### Ocupação e serviços públicos
Em 1959, Anésio de Barros Jr, registrou o loteamento denominado Jardim Pérola do Atlântico, em sociedade com Aníbal C. de Aguiar Fº e Darcy C. Pitaki, dando início à ocupação imobiliária de Itapoá. Em 1960 os sócios iniciaram a construção do Hotel Pérola, inaugurado em setembro de 1962, com os 17 quartos.
Em 1970, a Sociedade Comercial Pérola Ltda – SOCOPEL, fundada em 1959 para administrar o loteamento Balneário Pérola.
A energia elétrica chegou ao Saí Mirim, Itapoá, Barra do Saí e Figueira do Pontal no final no final da década de 1970. A rede de água chegou na segunda metade da década de 1980. O primeiro telefone de Itapoá passou a funcionar somente em 1984.
Em 1981, a Escola Isolada Municipal Nereu Ramos, administrada por Garuva, passou a oferecer também ensino de 5ª a 8ª série. Com uma Associação de Pais e Professores-APP bastante atuante, no ano seguinte, em 1982, as turmas de 1ª. a 4ª séries, também passaram para o Estado. Em 1989, foi encaminhado o processo para autorização de funcionamento do curso de 2o. Grau de Educação Geral. A autorização foi assinada em 5 de dezembro de 1989, e no ano seguinte iniciaram as aulas com uma turma de 21 alunos. A escola passa a ter a denominação de Colégio Estadual Nereu Ramos.
O itapoaense, neto de imigrantes alemães, Evaldo Carlos Speck, nascido em 1932, iniciou sua vida profissional na lavoura, mas em 1990, instala sua serraria na localidade de Saí Mirim. Paralelamente ao trabalho, Speck se dedica aos esportes e uma de suas contribuições à comunidade, foi a fundação do Cruzeiro Esporte Clube.

## Geografia
Localiza-se a uma latitude 26º07'01" sul e a uma longitude 48º36'58" oeste, estando a uma altitude de 18 metros. Sua população estimada em 2010 era de 14.775 habitantes. O município conta com 32 km de praias. As chuvas em Itapoá são recorrentes, sem mês ou estação do ano seca, com uma precipitação média anual de 2.251,2 mm. Sazonalmente, de forma média acumulada e percentual, o verão é a estação do ano que mais contribui nas chuvas, com um acumulado médio total de 837,5 mm (37,2%), seguido pelo outono com 569,6 mm (25,3%), pela primavera com 505,1 mm (22,4%) e, por último, o inverno com 339,1 mm (15,1%). Individualmente, de maneira média, o mês mais chuvoso é janeiro, com 326,6 mm, por outro lado, agosto é o com menor registro de precipitação, com 102,2 mm. Estes valores conferem uma amplitude de 224,2 mm entre eles. Sendo assim, a distribuição das chuvas não é homogênea ao longo do ano, entretanto, fica demonstrado também que não há um mês seco no município.

## Balneários de Itapoá
- 001 Praia do Saizinho
- 002 Itapema do Sai II
- 003 Itapema do Sai I
- 004 Praia das Conchas
- 005 Sai Mirim
- 006 Diamantina
- 007 Rainha
- 009 Cambijú
- 010 Brasília
- 012 013 015 Jardim Pérola_Pérola_Nossa Senhora Aparecida
- 014 Paese
- 016 Residencial Príncipe
- 017 Santa Clara
- 018 Itapoá
- 019 Anexo B-1
- 020 Estrelas
- 021 Princesa do Mar
- 022 e 023 Mariluz e Nascimento
- 024 Rio Gracioso
- 025 Praia das Palmeiras
- 026 Imperador
- 027 Itamar
- 028 Uirapurú I
- 029 Uirapurú II
- 030 Rosa dos Ventos
- 032 Parque II
- 033 Parque II
- 034 Praia dos Veleiros
- 035 Brandalize
- 036 Alvorada
- 037 Recanto do Farol I
- 038 Recanto do Farol II
- 039 Bahamas I
- 040 Bahamas II
- 041 Bahamas III
- 042 Londrina
- 043 Londrina II
- 044 Farol de Itapoá I
- 045 Farol de Itapoá II
- 046 Tomazelli
- 047 Ipacaray
- 048 Santa Terezinha
- 049 Figueira de Itapoá
- 050 Inajá-Mathias
- 051 Vitória
- 052 Real de Itapoá I
- 053 Verde Mar
- 054 ASCB
- 055 Condor
- 056 Uirapurú III
- 057 Real Itapoá II
- 058 Veredas
- 059 Garuva
- 060 Jardim da Barra
- 061 Volta ao Mundo I
- 062 Volta ao Mundo II
- 063 Jardim Verdes Mares
- 064 Figueira da Ponta
- 066 Figueira I
- 067 Figueira II
- 068 Vila Rica de Itapoá
- 069 São José
- 070 Anexo 3
- 071 Condomínio Alvorada
- 095 Itapema do Norte Gleba II
- 097 Itapema do Norte Gleba I